# Łyżwiarstwo szybkie na Zimowych Igrzyskach Olimpijskich 2006 – bieg drużynowy kobiet
Bieg drużynowy kobiet w łyżwiarstwie szybkim na Zimowych Igrzyskach Olimpijskich 2006 rozegrano w dniach 15-16 lutego w Oval Lingotto. Mistrzostwo olimpijskie wywalczyła drużyna niemiecka.

## Wyniki

### Ćwierćfinały
| Pozycja       | Kraj     | Zawodnicy                                                    | Czas      | Strata  | Uwagi      |
| ------------- | -------- | ------------------------------------------------------------ | --------- | ------- | ---------- |
| Ćwierćfinał 1 |          |                                                              |           |         |            |
| 1             | Rosja    | Jekatierina Abramowa Galina Lichaczowa Jekatierina Łobyszewa | 3:05,93   |         | Półfinał 1 |
| 2             | Chiny    | Ji Jia Wang Fei Zhang Xiaolei                                | 3:08,29   | +2,36   | Finał D    |
| Ćwierćfinał 2 |          |                                                              |           |         |            |
| 1             | Japonia  | Eriko Ishino Hiromi Ōtsu Maki Tabata                         |           |         | Półfinał 1 |
| 2             | Norwegia | Annette Bjelkevik Hedvig Bjelkevik Maren Haugli              | Dogonione | +1 okr. | Finał D    |
| Ćwierćfinał 3 |          |                                                              |           |         |            |
| 1             | Kanada   | Kristina Groves Cindy Klassen Christine Nesbitt              | 3:01,24   |         | Półfinał 2 |
| 2             | USA      | Maria Lamb Catherine Raney Jennifer Rodriguez                | 3:04,59   | +3,35   | Finał C    |
| Ćwierćfinał 4 |          |                                                              |           |         |            |
| 1             | Niemcy   | Daniela Anschütz Anni Friesinger Claudia Pechstein           | 3:01,52   |         | Półfinał 2 |
| 2             | Holandia | Renate Groenewold Paulien van Deutekom Ireen Wüst            | 3:03,65   | +2,13   | Finał C    |

### Półfinały
| Pozycja    | Kraj    | Zawodnicy                                                    | Czas    | Strata | Uwagi   |
| ---------- | ------- | ------------------------------------------------------------ | ------- | ------ | ------- |
| Półfinał 1 |         |                                                              |         |        |         |
| 1.         | Niemcy  | Daniela Anschütz Anni Friesinger Claudia Pechstein           | 3:02,72 |        | Finał A |
| 2.         | Rosja   | Jekatierina Abramowa Galina Lichaczowa Jekatierina Łobyszewa | 3:07,42 | +4,70  | Finał B |
| Półfinał 2 |         |                                                              |         |        |         |
| 1.         | Kanada  | Kristina Groves Clara Hughes Cindy Klassen                   | 3:02,13 |        | Finał A |
| 2.         | Japonia | Eriko Ishino Nami Nemoto Maki Tabata                         | 3:05.95 | +3,82  | Finał B |

### Finały
| Pozycja | Kraj     | Zawodnicy                                                     | Czas      | Strata  | Uwagi |
| ------- | -------- | ------------------------------------------------------------- | --------- | ------- | ----- |
| Finał A |          |                                                               |           |         |       |
|         | Niemcy   | Daniela Anschütz Anni Friesinger Claudia Pechstein            | 3:44,46   |         |       |
|         | Kanada   | Kristina Groves Clara Hughes Christine Nesbitt                | 3:47,28   | +2,82   |       |
| Finał B |          |                                                               |           |         |       |
|         | Rosja    | Jekatierina Abramowa Jekatierina Łobyszewa Swietłana Wysokowa |           |         |       |
| 4.      | Japonia  | Eriko Ishino Nami Nemoto Maki Tabata                          | Dogonione | +1 okr. |       |
| Finał C |          |                                                               |           |         |       |
| 5.      | Holandia | Gretha Smit Paulien van Deutekom Ireen Wüst                   | 3:04,22   |         |       |
| 6.      | USA      | Margaret Crowley Maria Lamb Catherine Raney                   | 3:05,62   | +1,40   |       |
| Finał D |          |                                                               |           |         |       |
| 7.      | Norwegia | Annette Bjelkevik Hedvig Bjelkevik Maren Haugli               | 3:06,20   |         |       |
| 8.      | Chiny    | Ji Jia Wang Fei Zhang Xiaolei                                 | 3:06,91   | +0,71   |       |